# Jimmy Mundy
James „Jimmy“ Mundy (* 28. Juni 1907 in Cincinnati; † 28. April 1983 in New York) war ein US-amerikanischer Jazz-Saxophonist, Komponist und Arrangeur insbesondere für Benny Goodman und Count Basie.
Mundy lernte zunächst Violine und andere Instrumente und spielte ab 1926 in Chicago als Tenorsaxophonist bei Erskine Tate, Tommy Miles und Carroll Dickerson. Ab 1932 war er für vier Jahre bei Earl Hines, in dessen Orchester er zunehmend vom Saxophon in die Rolle des Komponisten und Arrangeurs wechselte. Dort wurde er 1936 von Benny Goodman abgeworben, für den er von da an arrangierte (mit bekannten Arrangements wie Air Mail Special, Sing Sing Sing, Solo Flight). 1939/1940 hatte er in New York eine eigene Band (mit der er auch aufnahm; eine Platte mit seinen Aufnahmen bis 1947 erschien bei Classics). Er arrangierte ab 1940 für Paul Whiteman, Count Basie (1940 bis 1947), Gene Krupa, Dizzy Gillespie (1949), Charlie Spivak, Harry James, Gene Ammons, Sonny Stitt u. a. 1958 nahm er ein Album bei Epic auf. 1959 zog er nach Paris, wo er als musikalischer Leiter der Schallplattenfirma Disques Barclay tätig war. In den 1960er Jahren kehrte er in die USA zurück, wo er bis in die 1970er Jahre als Arrangeur aktiv blieb. Gemeinsam mit Charles Carpenter schrieb er A Lover Is Blue.

## Diskographische Hinweise
- Jimmy Mundy 1937–1947 (Classics) mit Irving Ashby, Billy Kyle, Babe Russin, Artie Shapiro, Willie Smith, Chick Webb, Shadow Wilson & Trummy Young